# Teloko
Teloko is een bestuurslaag in het regentschap Ogan Komering Ilir van de provincie Zuid-Sumatra, Indonesië. Teloko telt 1574 inwoners (volkstelling 2010).